# Andrea Goic
Andrea Cristina Goic Jerez (Santiago de Chile, 1959) es una artista visual y escenógrafa chilena que ha incursionado en el arte contemporáneo y el minimalismo.
Estudió bachillerato en filosofía en la Pontificia Universidad Católica de Chile y licenciatura en artes en la Universidad de Chile, mientras que fue alumna de Eugenio Dittborn entre fines de la década de 1980 y la primera mitad de los noventa. Su trabajo «apunta a una reflexión sobre el tiempo y la historia, concebida en términos visuales con imágenes fragmentadas, que estimulan los sentidos y evocan recuerdos»; en la obra de Andrea Goic predomina el formato vídeo-arte donde mezcla «una visión del cine documental como ficción y el documento como representación». En algunas de sus piezas es posible observar cierta perspectiva de género, enfoque que ha mostrado en una de las dos exposiciones colectivas consideradas como «fundamentales en los últimos años» en Chile: la muestra Del otro lado (2006).
El año 2005 recibió una nominación al Premio Altazor de las Artes Nacionales en la categoría instalación y videoarte por Madame Bovary.
Ha participado en varias exposiciones individuales y colectivas durante su carrera, entre ellas la VII Bienal de La Habana (2000), la Bienal del Mercosur en Porto Alegre (1999), la X Bienal de vídeo y artes mediales en Santiago (2012), y las muestras Del otro Lado en el Centro Cultural Palacio de La Moneda (2006), El terremoto en Chile (1808) en el Museo de Arte Contemporáneo de Santiago (2009) y Felisberto en el Espacio de Arte Contemporáneo (EAC) de Montevideo (2012-2013), entre otras exposiciones. Además, ha diseñado la escenografía para varias obras de teatro, entre ellas Todo pasajero debe descender.